# Budai Vigadó
Het Budai Vigadó is een cultureel centrum geopend in 1900, centraal gelegen in Boedapest ten westen van de Donau, in het Boeda deel. Een tweede gebouw met de naam Vigadó, bevindt zich in Pest (het gedeelte van de stad ten oosten van de Donau): het Pesti Vigadó.

## Naam
Het woord Vigadó is afgeleid van het verouderde Hongaars werkwoord 'vigad', dat zo veel betekent als 'vrolijk zijn' en 'feesten'. De naam Vigadó werd in brede zin gebruikt voor zowel een concertzaal, een balzaal als ook tentoonstellingszaal. Vandaar dat er meerdere gebouwen met de naam Vigadó in één stad kunnen bestaan.

## Geschiedenis
Boeda, dat tot 1873 een zelfstandige stad was aan de westoever van de Donau, tegenover de eveneens zelfstandige stad Pest aan de andere kant van de Donau, had vanaf de allereerste ontwikkeling van beide steden meer culturele faciliteiten. Tijdens de Habsburgse overheersing werd dit verschil alleen maar groter. Dit veranderde na het zogenoemde compromis van 1867 waarin Hongarije op bijna alle gebieden zelfbeschikkingsrecht kreeg. Al snel na dit compromis, had Pest de beschikking over een eigen Vigadó, het Pesti Vigadó, waarmee Pest opeens een groter, mooier en daardoor belangrijker uitgaanscentrum had dan Boeda. Hoewel de twee delen, samen met Óbuda ten noorden van Boeda en aan dezelfde west oever, vanaf 1873 één stad vormden, bleef de onderlinge rivaliteit een rol spelen. De burgers van Boeda wilden niet achterblijven en vroegen de burgemeester dan ook een Vigadó aan Boedazijde te bouwen. 
Het Budai Vigadó is gerealiseerd tussen 1898 en 1900 op de plek waar eens een militair wapenarsenaal stond. 

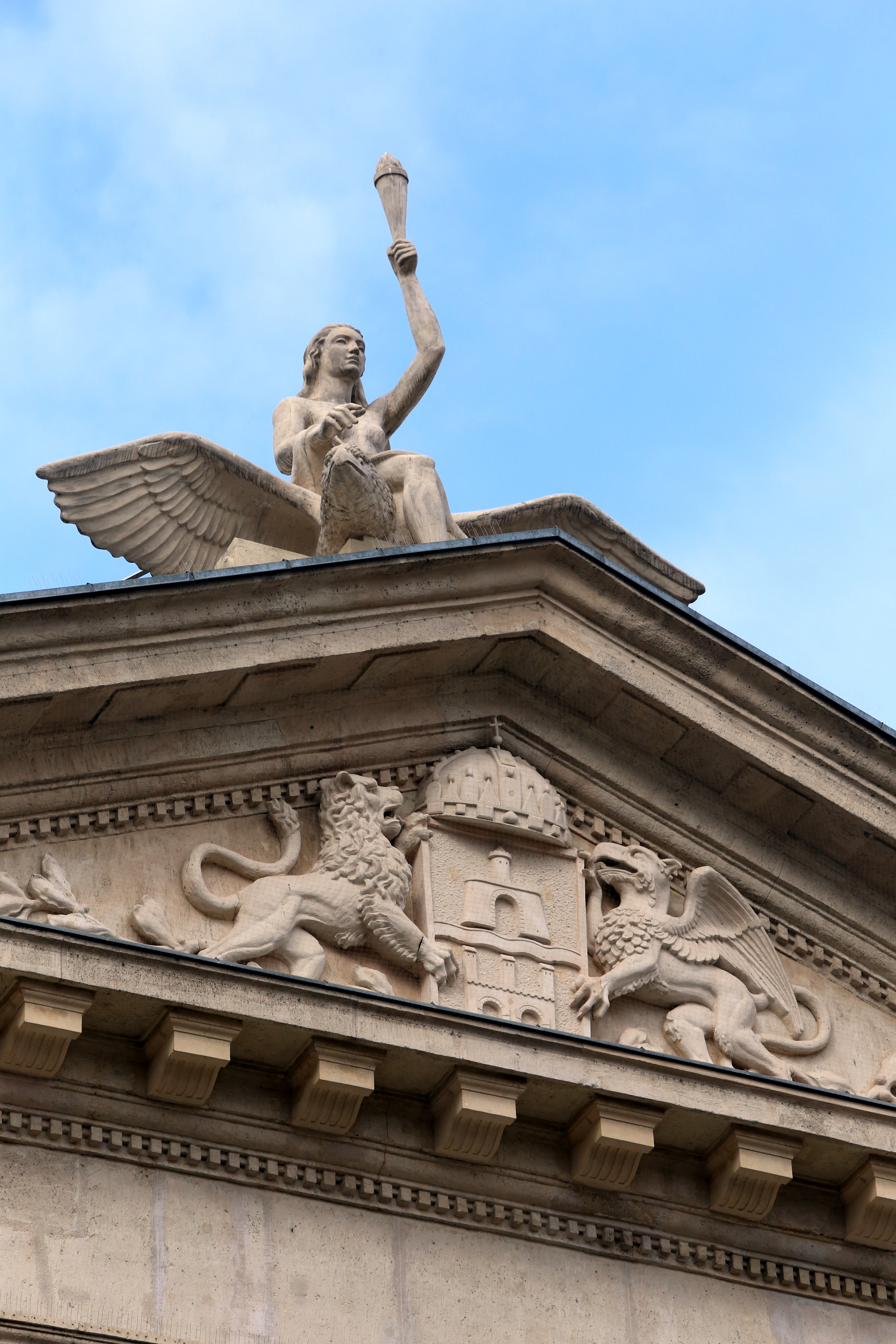
deel van het herstelde timpanum

## Bouwstijl
De architecten Aladár Arkay en zijn schoonvader Mór Kallina hadden een zware klus om het bestaande gebouw dusdanig aan te passen dat er een theater én bibliotheek in pasten die voldeden aan de hoge verwachtingen van de bevolking van Boeda. De relatief simpele eclectische buitenkant wordt gecompenseerd met jugendstil decoratie binnen. 
Het Budai Vigadó bood plaats aan ongeveer 300 mensen. Op de begane grond was een café, op de eerste verdieping een restaurant.
Tijdens de Tweede Wereldoorlog is het gebouw flink beschadigd. De daarop volgende reconstructie –zo simpel, snel en effectief mogelijk– heeft de oude luister van het gebouw niet hersteld waardoor het gebouw er minder imposant uitzag.
In 2007, heeft een nieuwe restauratie de glorie van voor de Tweede Wereldoorlog terug gebracht. De voorkant heeft het originele uiterlijk terug gekregen inclusief beelden en timpanum. Ook de muren die voor de ramen waren gezet tijdens de eerste reconstructie werden verwijderd. 

## Nu
Hoewel de naam officieel is veranderd naar Hagyományok Háza (vrij vertaald: Huis van Cultureel Erfgoed), heet het in de volksmond nog steeds Budai Vigadó. het wordt tegenwoordig vooral gebruikt door het Hongaarse Staat Volks Ensemble, zo'n 120 keer per jaar, als toeristische attractie. Daarnaast hebben het Hongaarse Instituut voor Cultuur en Kunst en Hongaarse Huis voor Cultureel Erfgoed er zitting.